# Faiança de Delft

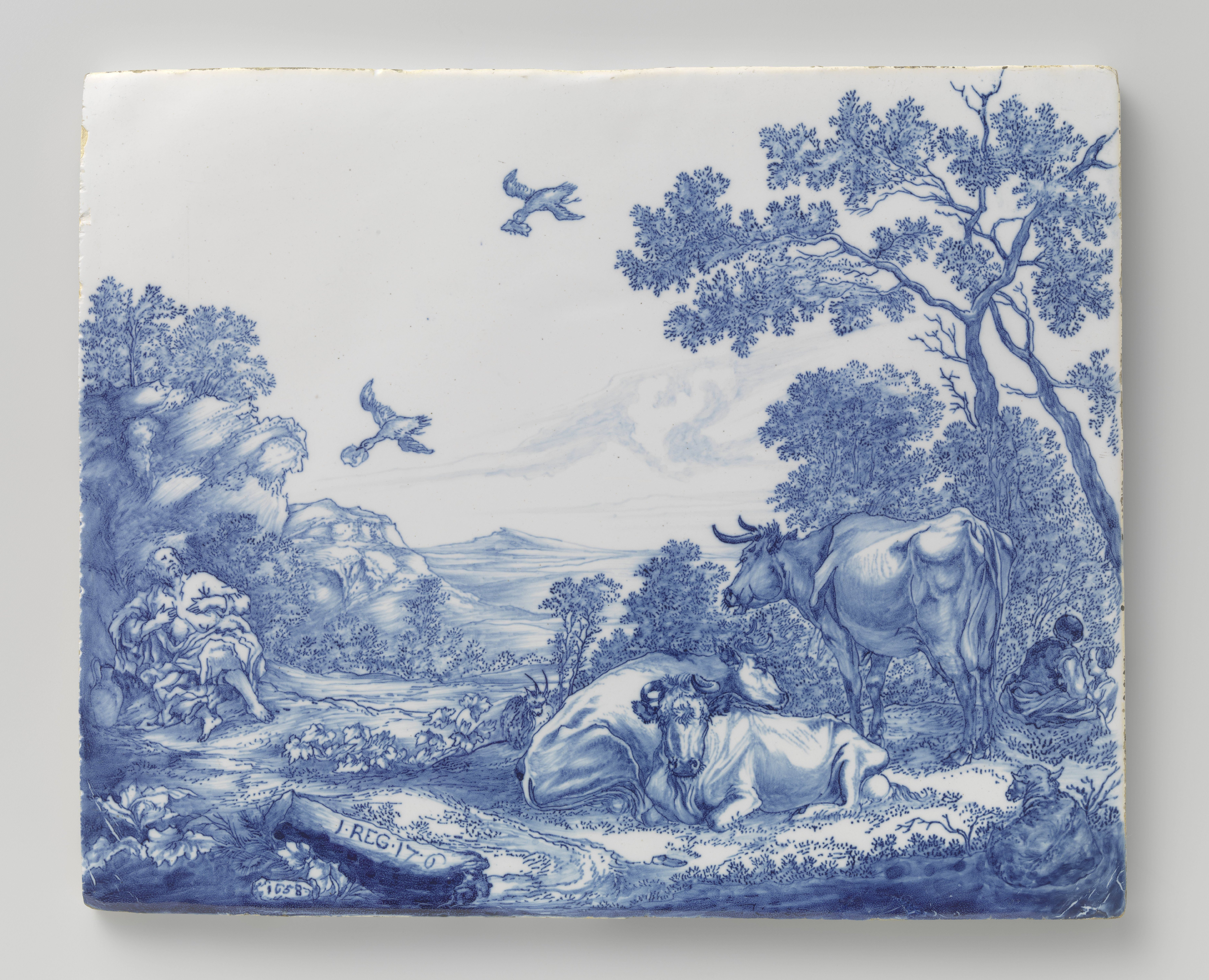
Obra anònima: plat amb una il·lustració del profeta Elies alimentat per corbs. 1658. Amsterdam, Rijksmuseum.

La faiança de Delft (Delfts blauw) és un tipus de faiança (ceràmica) amb decoracions blaves, que s'ha fet tradicionalment a Delft (Països Baixos). Va aparèixer a finals del segle xvi com a alternativa barata a la porcellana xinesa blava i blanca. Ràpidament, va esdevenir molt popular i va assolir el seu punt àlgid entre el 1650 i el 1750, quan Delft comptava amb un centenar de tallers de ceràmica. Als voltants del 1800, la indústria va sofrir molt a causa de la competència per part de ceràmica més barata de Staffordshire (Anglaterra). Actualment, només queda un taller que fabriqui faiança de Delft. Existeixen altres tipus de ceràmica de Delft, com ara la faiança camperola de Delft (Boerendelfts), que és multicolor, i el blanc de Delft (Delfts wit).